# Manufacture de tapisserie Braquenié
La manufacture de tapisserie Braquenié est une manufacture française à Aubusson, dans la Creuse. C'est un monument historique inscrit depuis le 12 février 2013.
En 1842, la manufacture est fondée par la famille Demy-Doineau et l'industriel originaire de Tournai Alexandre Braquenié (Demy-Doineau et Braquenié, Manufacture royale de tapis et de tapisseries), qui reprend l'affaire avec son frère Henri-Charles Braquenié en 1858. Elle est construite entre 1860 et 1862.